# Syntormon metathesis
Syntormon metathesis är en tvåvingeart som först beskrevs av Friedrich Hermann Loew 1850.  Syntormon metathesis ingår i släktet Syntormon och familjen styltflugor. Arten är reproducerande i Sverige. Inga underarter finns listade i Catalogue of Life.